# Bédar
Bédar là một đô thị thuộc tỉnh Almería, ở cộng đồng tự trị Andalusia, Tây Ban Nha. Đô thị này có diện tích 46 km², dân số năm 2005 là 777 người.

## Biến động dân số
| 1999  | 2000 | 2001 | 2002 | 2003 | 2004 | 2005 |
| ----- | ---- | ---- | ---- | ---- | ---- | ---- |
| 2.006 | 566  | 572  | 597  | 632  | 668  | 732  |

Nguồn: INE (Tây Ban Nha)